# 竹田恆和
竹田 恆和（たけだ つねかず、1947年〈昭和22年〉11月1日 - ）は、日本の実業家。元日本オリンピック委員会（JOC）会長（10期）、元国際オリンピック委員会（IOC）委員、元2020年東京オリンピック・パラリンピック競技大会組織委員会副会長理事、元アジアオリンピック評議会副会長。国際馬術連盟名誉副会長（終身）、日本馬術連盟副会長。1972年ミュンヘンオリンピック・1976年モントリオールオリンピック馬術日本代表選手。旅行会社せとうちLTKトラベル（旧・LTKライゼビューロージャパン、都知事登録第2-7127号）代表取締役会長。パーク24株式会社社外取締役（2016年1月就任，2022年10月辞任）。東京都出身。

## 人物・来歴

### 出自

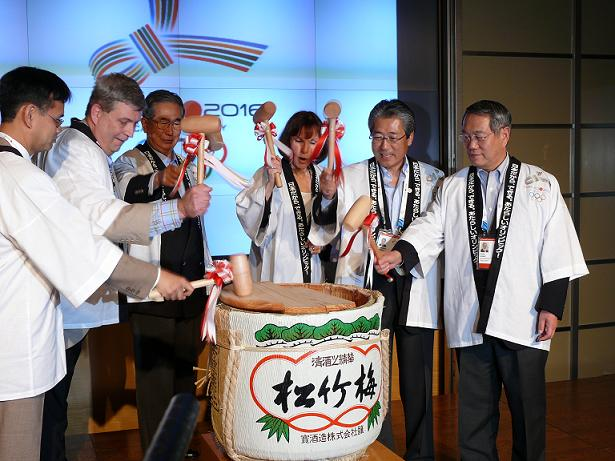
2016年東京五輪招致活動当時の竹田恒和（右から2人目が竹田、2009年8月8日）。

旧皇族・竹田宮恒徳王の3男。母は恒徳王妃光子。第125代天皇明仁のはとこにあたる。父の恒徳王は恆和の誕生直前の1947年（昭和22年）10月14日に皇籍離脱を行ったため、戦前生まれの他の4人の兄姉と違い、恆和が皇族であった時期はない。慶應義塾幼稚舎より慶應義塾に学び、慶應義塾大学法学部政治学科を卒業する。父は日本スケート連盟と日本馬術連盟の会長もしていたので、父に連れられてよく両方の大会の観戦に行っていた。スポーツは何でも好きで、小さい頃からいろいろなスポーツに親しんでいた。

### 馬術の経験
父は騎兵将校の職業的軍人で馬に乗ってはいたが、恆和は実際に父の乗馬姿を見たことはなかった。父から「馬をやれ」と言われたこともなかった。馬を始めたのは小学校5年生のときである。たまたま同級生が乗馬クラブに通っていて「僕も連れていってくれよ」と頼んだのが馬術を始めるきっかけだった。中学生になったとき馬術部に入った。3年生のときはラグビー部の選手が足りず、各部から足の速い選手が集められ、1年間ラグビー部のレギュラーもやっていた。高校でもラグビー部に引っ張られたが、恆和は「馬術で行く」と決めていた。

### オリンピックに出場
1972年（昭和47年）、ミュンヘンオリンピックに日本代表として馬術の障害飛越競技に出場、携行馬はジョセフィンで、個人42位、団体16位であった。1976年（昭和51年）、モントリオールオリンピックに出場、携行馬はフィンク、個人39位、団体13位の記録を残した。

### 選手引退から後進の育成へ
選手を辞めたあと、「世話になった慶応大学の馬術部に恩返しがしたい」と考え、コーチ、監督を12年間務め、学生とともに過ごした。その後のオリンピックでは、ロサンゼルスオリンピック日本選手団コーチ、バルセロナオリンピック日本選手団監督、シドニーオリンピック日本選手団本部役員（広報担当）、ソウルオリンピック日本選手団コーチとして携わった。

### オリンピック委員会
1991年（平成3年）、日本オリンピック委員会（JOC）理事に就任。1992年（平成4年）、国際馬術連盟（FEI）理事に選出。1998年（平成10年）、FEI副会長に選出。2001年（平成13年）、この年の9月9日に急逝した八木祐四郎の後継として日本オリンピック委員会（JOC）会長に就任した。JOC元会長で名誉会長の堤義明の推しで竹田がJOC会長に決まったが、竹田は、それまで同会長が無報酬の名誉職であったことを覆し報酬をもらうことを就任の条件にした。そして1500万円の有給職にするために駆けずり回ったのが、慶應で竹田の次兄竹田恒治と同級生で3年先輩にあたる当時電通常務執行役員の高橋治之であった。2002年ソルトレークシティオリンピックでは、日本選手団団長を務めた。2003年（平成15年）、2005年（平成17年）、2007年（平成19年）、2009年（平成21年）、2011年（平成23年）3月、2011年（平成23年）6月、2013年（平成25年）6月、2015年（平成25年）6月、2017年（平成27年）7月にJOC会長に再任され10期目となり、また日本オリンピアンズ協会の名誉会長も務めている。2012年（平成24年）3月、国際オリンピック委員会（IOC）の理事会において同委員への推薦が決まり、7月26日のIOC総会にて正式に委員に任命された。

### 東京五輪招致と贈賄疑惑
2007年2月、東京2016オリンピック・パラリンピック招致委員会副会長に就任。石原慎太郎都知事4選目決定後の2011年9月、東京2020オリンピック・パラリンピック招致委員会理事長に就任した。2013年、竹田恆和は東京2020五輪招致委理事長として、国際オリンピック委員会（IOC）を巡り後述のように汚職容疑で国際問題化する、電通の高橋治之らを中心とするロビー活動の渦中にあった。同年9月7日（現地時間）、国際オリンピック委員会（IOC）が、アルゼンチンの首都ブエノスアイレスで総会を開き、2020年夏季五輪・パラリンピックの開催都市として東京を選出した。東京では1964年以来56年ぶり2回目の五輪開催（2020年東京オリンピック・2020年東京パラリンピック）となった。1972年札幌、1998年長野の冬季五輪を含めると、日本で4回目の五輪開催となる。2014年9月29日、2022年冬季オリンピックの立候補都市を調査する評価委員会のメンバーに、2018年冬季オリンピックに続いて選ばれた。2018年12月、フランス検察捜査当局（国家金融検察庁, fr）は東京五輪招致をめぐる贈賄容疑で竹田を容疑者とする捜査の開始を決定した。2019年3月、これを受けて「会長辞任は避けられない見通し」と報じられる。2019年3月19日、6月の任期満了に伴い、日本オリンピック委員会（JOC）会長を退任すると表明し、東京オリンピック・パラリンピック競技大会組織委員会副会長・理事も退任した。さらに、国際オリンピック委員会（IOC）委員を辞任し事実上追放された。フランス検察捜査当局から収賄容疑で取り調べられていたラミーヌ・ディアック（元世界陸連 (IAAF)会長、元国際オリンピック委員会 (IOC)委員、セネガル人）は、2015年11月、ロシアのドーピングに関わる汚職とマネーローンダリング容疑により既にIOC委員を辞職し事実上追放され、2019年5月に起訴された。東京五輪招致を巡る贈収賄容疑に関しては、アフリカ票の取りまとめを巡りディアックやその息子パパマッサタ・ディアックや、その他の主だったIOC委員への贈与を含めたロビー活動をしていた点は、高橋治之自身も認めた。しかし竹田は、JOCとIOCを辞職後に、高橋治之が主導するディアックに対するロビー活動を指示したこともなく、高橋がディアックに贈った「土産」についても認識していなかったと語った。2021年1月30日、東京五輪招致を巡る贈収賄疑惑に関し、フランス当局の予審判事が『日本の捜査協力は限定的で欠陥が多い』と指摘していることが明らかになった。2021年8月8日、東京五輪招致を巡る贈収賄疑惑の弁護士費用が2020年度までの3年間で約2億円に上り、その全額をJOC日本オリンピック委員会が負担していることがわかった。

### 東京五輪疑獄
2022年10月19日、東京五輪大会組織委員会の元理事高橋治之がサン・アロー社から便宜供与の謝礼を受け取っていたとして、東京地検特捜部に受託収賄容疑で4度目の再逮捕をされた。この500万円以上にのぼる金銭受領について高橋は「竹田前JOC会長の慰労会名目で集められたもの」と述べているとされているが、竹田は受け取りを拒否した。その理由について松井譲二は被告人質問で「言わなかった」と説明している。週刊文春によれば、この件で高橋治之との仲について問われ「友達ではない」などと述べたとされているが、サン・アロー社の幹部経営者は慶應大学出身であり、五輪に絡むスポンサー選定事件のうち、「ADKホールディングス」と「サン・アロー」の2ルートで資金の受け皿となった休眠会社「アミューズ」の元代表は慶応の同窓で、高橋や竹田とはゴルフ仲間だったとのこと。五輪組織委元会長の森喜朗（早大卒）は自著『遺書　東京五輪への覚悟』で竹田について「問題は、自分のお友達ばかり、しかも出身の慶応の人たちばかりが周りを囲っておられることです」と評している。

## エピソード
明治天皇の曽孫に当たる旧宮家の出身だが、戦後の皇籍離脱後に誕生した竹田恆和は「兄2人は戸籍上“王”が付き、姉2人は“女王”が付くけど、僕は平民」と幼馴染に話していたという。

## 不祥事

### 交通死亡事故
1974年（昭和49年）年10月22日、加害者として交通死亡事故を起こしている。国体大会会場に向かうため自動車で走行していた茨城県内にて、竹田の運転する車が歩行者を轢いている。事故に遭った22歳の女性は亡くなったが、遺族に補償することにより決着した。1億円の傷害保険があったため示談で決着したとされる。事故以来ハンドルを握る機会はなくなり、運転は妻や知人に任せるようになった。

## 家族・親族
- 父：竹田宮恒徳王
- 母：恒徳王妃光子
- 兄弟：恒正王 - 素子女王 - 紀子女王 - 恒治王 - 恒和
- 前妻：昌子（松見病院理事松見郁の次女　2003年に離婚）
- 後妻：寿々子（2007年に再婚）
- 子：恒泰 (1975年 - )、恒俊[注釈 2][23](1978年 - )、長女[注釈 3]
- 甥 - 恒貴、恒昭、恒智
- 姪 - 浩子

|  |  | 北白川宮2 能久親王 |                   |                   |                   |                   |                   |                     |                     |                     |                     |                     |                     |                     |                     |                     |                     |                     |                     |                   |                   |                   |                   |                   |                   |          |          |          |          |          |          |  |  |  |  |  |  |  |  |
|  |  |                    |                   |                   |                   |                   |                   |                     |                     |                     |                     |                     |                     |                     |                     |                     |                     |                     |                     |                   |                   |                   |                   |                   |                   |          |          |          |          |          |          |  |  |  |  |  |  |  |  |
|  |  | 竹田宮1 恒久王     |                   |                   |                   |                   |                   |                     |                     |                     |                     |                     |                     |                     |                     |                     |                     |                     |                     |                   |                   |                   |                   |                   |                   |          |          |          |          |          |          |  |  |  |  |  |  |  |  |
|  |  |                    |                   |                   |                   |                   |                   |                     |                     |                     |                     |                     |                     |                     |                     |                     |                     |                     |                     |                   |                   |                   |                   |                   |                   |          |          |          |          |          |          |  |  |  |  |  |  |  |  |
|  |  |                    |                   |                   |                   |                   |                   |                     |                     |                     |                     |                     |                     |                     |                     |                     |                     |                     |                     |                   |                   |                   |                   |                   |                   |          |          |          |          |          |          |  |  |  |  |  |  |  |  |
|  |  | 竹田宮2 恒徳王     | 竹田宮2 恒徳王    | 竹田宮2 恒徳王    | 竹田宮2 恒徳王    | 竹田宮2 恒徳王    | 竹田宮2 恒徳王    | (臣籍降下) 禮子女王 | (臣籍降下) 禮子女王 | (臣籍降下) 禮子女王 | (臣籍降下) 禮子女王 | (臣籍降下) 禮子女王 | (臣籍降下) 禮子女王 |                     |                     |                     |                     |                     |                     |                   |                   |                   |                   |                   |                   |          |          |          |          |          |          |  |  |  |  |  |  |  |  |
|  |  | 竹田宮2 恒徳王     | 竹田宮2 恒徳王    | 竹田宮2 恒徳王    | 竹田宮2 恒徳王    | 竹田宮2 恒徳王    | 竹田宮2 恒徳王    | (臣籍降下) 禮子女王 | (臣籍降下) 禮子女王 | (臣籍降下) 禮子女王 | (臣籍降下) 禮子女王 | (臣籍降下) 禮子女王 | (臣籍降下) 禮子女王 |                     |                     |                     |                     |                     |                     |                   |                   |                   |                   |                   |                   |          |          |          |          |          |          |  |  |  |  |  |  |  |  |
|  |  |                    |                   |                   |                   |                   |                   |                     |                     |                     |                     |                     |                     |                     |                     |                     |                     |                     |                     |                   |                   |                   |                   |                   |                   |          |          |          |          |          |          |  |  |  |  |  |  |  |  |
|  |  | (皇籍離脱) 恒正王  | (皇籍離脱) 恒正王 | (皇籍離脱) 恒正王 | (皇籍離脱) 恒正王 | (皇籍離脱) 恒正王 | (皇籍離脱) 恒正王 | (皇籍離脱) 素子女王 | (皇籍離脱) 素子女王 | (皇籍離脱) 素子女王 | (皇籍離脱) 素子女王 | (皇籍離脱) 素子女王 | (皇籍離脱) 素子女王 | (皇籍離脱) 紀子女王 | (皇籍離脱) 紀子女王 | (皇籍離脱) 紀子女王 | (皇籍離脱) 紀子女王 | (皇籍離脱) 紀子女王 | (皇籍離脱) 紀子女王 | (皇籍離脱) 恒治王 | (皇籍離脱) 恒治王 | (皇籍離脱) 恒治王 | (皇籍離脱) 恒治王 | (皇籍離脱) 恒治王 | (皇籍離脱) 恒治王 | 竹田恆和 | 竹田恆和 | 竹田恆和 | 竹田恆和 | 竹田恆和 | 竹田恆和 |  |  |  |  |  |  |  |  |